# Chirocephalus pelagonicus
Chirocephalus pelagonicus é uma espécie de crustáceo da família Chirocephalidae.
É endémica de República da Macedónia.